# کوه‌های مائوکه
کوه‌های مائوکه (اندونزیایی: Pegunungan Maoke) رشته‌کوهی واقع در اندونزی و مرتفع‌ترین رشته‌کوه این کشور است که از شرق به غرب استان پاپوآ واقع در نیمهٔ غربی جزیرهٔ گینه نو کشیده شده‌است. این رشته‌کوه که طول تقریبی آن به ۶۸۰ کیلومتر می‌رسد از مرز پاپوآ (پیشتر ایریان جایا) با پاپوآ گینه نو در ۱۴۱ درجهٔ شرقی شروع شده و تا جنوب خلیج سندرواسی (خلیج ساررا)امتداد می‌یابد. مائوکه در عین حال کوه‌های سودیرمان و جایاویجایا را نیز شامل می‌شود.
بلندترین قلهٔ این کوه پونچاک جایا با ۴٬۸۸۴ متر ارتفاع واقع در کوه‌های سودیرمان است و چندین قلهٔ بالای ۴۰۰۰ متر دیگر نیز در این رشته‌کوه وجود دارند.